# Città di Forlì I 2022
Il Città di Forlì I 2022 è stato un torneo maschile di tennis giocato sul cemento indoor. È stata la 5ª edizione del torneo – la 1ª del 2022 – facente parte della categoria Challenger 50 nell'ambito dell'ATP Challenger Tour 2022, con un montepremi di 32 160 €. Si è disputato al Tennis Villa Carpena di Forlì, in Italia, dal 3 al 9 gennaio 2022.
La settimana successiva, dal 10 al 16 gennaio, si è tenuta la sesta edizione del torneo e la settimana dopo, dal 17 al 23 gennaio, si è disputata la settima edizione, sempre sui campi in cemento del club forlivese ma entrambe di categoria Challenger 80.

## Partecipanti

### Teste di serie
| Nazionalità   | Giocatore           | Ranking* | Testa di serie |
| ------------- | ------------------- | -------- | -------------- |
| Regno Unito   | Jay Clarke          | 215      | 1              |
| Germania      | Cedrik-Marcel Stebe | 227      | 2              |
| Stati Uniti   | Christian Harrison  | 256      | 3              |
| Taipei cinese | Wu Tung-lin         | 270      | 4              |
| Stati Uniti   | Alexander Ritschard | 276      | 5              |
| Portogallo    | Gonçalo Oliveira    | 282      | 6              |
| Ungheria      | Zsombor Piros       | 288      | 7              |
| Francia       | Evan Furness        | 290      | 8              |

* Ranking al 27 dicembre 2021.

### Altri partecipanti
I seguenti giocatori hanno ricevuto una wild card per il tabellone principale:
- Lorenzo Angelini
- Stefano Napolitano
- Luca Potenza

I seguenti giocatori sono entrati in tabellone usando il ranking protetto:
- Lucas Catarina
- Jeremy Jahn

Il seguente giocatore è entrato in tabellone come alternate:
- Hsu Yu-hsiou

I seguenti giocatori sono passati dalle qualificazioni:
- Elliot Benchetrit
- Alexandar Lazarov
- Mukund Sasikumar
- Aldin Šetkić
- Michael Vrbenský
- Denis Yevseyev

Il seguente giocatore è entrato in tabellone come lucky loser:
- Adrian Andreev

## Punti e montepremi
| Torneo    | Torneo              | V     | F     | SF    | QF  | 2T  | 1T  | Q | Q2  | Q1  |
| Singolare | Punti               | 50    | 30    | 17    | 9   | 4   | 0   | 3 | 1   | 0   |
| Singolare | Premi in denaro (€) | 4 400 | 2 640 | 1 550 | 900 | 530 | 320 | – | 160 | 100 |
| Doppio    | Punti               | 50    | 30    | 17    | 9   | –   | 0   | – | –   | –   |
| Doppio    | Premi in denaro (€) | 1 700 | 1 000 | 600   | 350 | –   | 200 | – | –   | –   |

## Campioni

### Singolare
Luca Nardi ha sconfitto in finale  Sasi Kumar Mukund con il punteggio di 6–3, 6–1.

### Doppio
Marco Bortolotti /  Arjun Kadhe hanno sconfitto in finale  Michael Geerts /  Alexander Ritschard con il punteggio di 7–6(5), 6-2.